# 高平郡 (北魏)
高平郡，中国北魏时设置的郡。
魏孝明帝正光五年（524年）以高平镇改原州，同时置高平郡，治高平县（今宁夏固原市城关）。下辖高平、默亭两县。辖境约当今宁夏东南清水河流域，包括固原县及隆德县、海原县、同心县、西吉县四县的部分地区。西魏沿置，西魏废帝时改名平高郡，历为丝路必经之地。